# Ariel Toaff
Ariel Toaff (Ancona, 17 luglio 1942) è uno storico italiano.

## Biografia
Figlio del rabbino capo  di Roma Elio Toaff (1915-2015), e di Lia Luperini Toaff, Ariel Toaff è professore emerito presso l'Università Bar-Ilan di Ramat Gan (Tel Aviv) dove ha insegnato Storia del Medioevo e del Rinascimento.
Ha pubblicato numerosi saggi, tra i quali il discusso Pasque di sangue, pubblicato dall'editore il Mulino, che ha visto due edizioni, la prima nel 2007 immediatamente ritirata, e la seconda, rivista, nel 2008.

## Il casoPasque di sangue

### La prima edizione
La prima edizione di Pasque di sangue esce nel febbraio 2007.
Il libro analizza l'ambiente storico e culturale, quello ashkenazita medievale della diaspora, dove si è sviluppata l'accusa nei confronti degli ebrei di praticare omicidi di infanti cristiani nel periodo della Pasqua e di servirsi del loro sangue per compiere riti in funzione anticristiana. Contrariamente all'opinione comune della storiografia ufficiale che bolla la vicenda come una completa montatura delle autorità cristiane dominanti dell'epoca, Toaff, se da una parte ribadisce che gli omicidi rituali sono miti cristiani, dall'altra sostiene invece che se non vi sono prove che dimostrino l'uso magico e superstizioso del sangue a scopi rituali, non è dimostrabile neppure il contrario e quindi è possibile che vi siano stati singoli individui, magari appartenenti a frange estremiste di comunità ebraiche ashkenazite, che ne abbiano fatto tale uso. Toaff analizza anche brevemente alcuni dei momenti decisivi della separazione fra Ebrei cristianizzati ed Ebrei “tradizionalisti”.
Il libro è ritirato per volontà dell'autore stesso pochi giorni dopo la sua uscita a causa delle forti polemiche e decise critiche ricevute. Il ritiro del libro non fece che accrescere l'interesse per il caso Toaff.
Dopo una prima stampa limitata a 3 000 copie, nel giro di pochi giorni il libro è andato quasi esaurito e su eBay le quotazioni hanno raggiunto centinaia di dollari. L'editore aveva già pronta una ristampa.

### La seconda edizione
Nel febbraio del 2008 è uscita la seconda edizione di Pasque di sangue sempre edita da il Mulino. In questa l'autore ha apportato delle modifiche e aggiunte per chiarire e rendere più esplicito il suo "pensiero per non consentire equivoci di sorta". È presente anche una postfazione dove ribadisce le ipotesi di fondo avanzate nella prima edizione:
- È errata la squalifica in toto dei documenti processuali. Vi è ad esempio un chiaro riscontro fra i testi delle confessioni del processo di Trento e le fonti ebraiche sull'uso magico e simbolico del sangue in riti e liturgie particolari nell'ambito della celebrazione della Pasqua ebraica, caratterizzante gruppi estremisti ashkenaziti, in funzione anticristiana (il cosiddetto "rituale della maledizione"). Questo a conferma che dalle confessioni sotto tortura è possibile ricavare elementi autentici della cultura perseguitata (paradigma indiziario). Inoltre, nelle confessioni del processo di Trento, compaiono frasi in ebraico ashkenazita (invettive anticristiane che trovano riscontro su altre fonti) trascritte in modo errato dai notai a prova del fatto che i giudici non erano a conoscenza né dell'ebraico né dello yiddish, indicando l'autenticità delle frasi.
- La geografia dei riti di sangue corrisponde a quella del mondo ebraico ashkenazita. Gli ebrei sefarditi e quelli orientali non conoscevano tali pratiche. Alfonso de Espina, confessore di Enrico IV di Castiglia e autore del trattato polemico antiebraico "Fortalitium Fidei", cita come episodi di omicidi rituali di cui è venuto a conoscenza due casi avvenuti entrambi nel nord Italia (Pavia e Savona) e non in Spagna com'era lecito attendersi.
- Cristiani (ossessionati da presenze diaboliche) ed ebrei (accusati di stregoneria ed infanticidio) sono partecipi dello stesso orizzonte mentale. Magia, medicina popolare, superstizione e alchimia hanno influito in queste comunità fino al punto di disattendere le norme più severe della ritualistica ebraica (il divieto biblico di cibarsi del sangue è assoluto).

In quest'ottica i rabbini si sentivano costretti a scendere a patti con questa realtà che disapprovavano.
Toaff, sempre nella postfazione, risponde alle critiche metodologiche mossegli e ne avanza a sua volta ai suoi detrattori. Si chiede ad esempio, in relazione ai processi inquisitoriali iberici nei confronti dei Conversos (ebrei o supposti tali convertiti al cristianesimo), perché si accettino le accuse giudicate nobilitanti (quella di continuare a seguire in segreto l'Ebraismo) e si rifiutino a priori quelle aberranti legate all'uso superstizioso del sangue nelle pratiche religiose.
In conclusione, sebbene nel libro si affermi che l'omicidio rituale sia una creazione tutta cristiana, il ruolo svolto dagli ebrei non è sempre e comunque quello della vittima perennemente passiva (“anche gli ebrei avevano voce. E non era sempre una voce sommessa e soffocata dalle lagrime"). Inoltre Toaff risponde anche alle critiche dei rabbini, distinguendo il loro ruolo da quello dello storico: "I principi dell'Ebraismo non coincidono sempre con i comportamenti reali degli Ebrei in carne e ossa”; “Scrivere di storia degli Ebrei non equivale a comporre una predica sinagogale con apparato di note, né a celebrare in ogni caso e comunque i santi e i martiri del nostro popolo. Per questo il lavoro degli storici è sempre difficile, talvolta doloroso e ingrato”.

### Il dibattito suPasque di Sangue
Il rabbino capo emerito di Roma Elio Toaff, padre dell'autore, ha dichiarato: "La cultura ebraica è basata sulla pace e sul perdono. Si tratta di leggende che non hanno nessun fondamento."
Il quotidiano cattolico Avvenire ha condiviso le posizioni espresse dalla comunità ebraica italiana.
Anche Massimo Introvigne, autore di "Cattolici, antisemitismo e sangue" che Toaff definisce "una voce enciclopedica sull'argomento" nel suo libro, prende le distanze dal testo di Toaff.
Per contro, l'Università Bar-Ilan ha difeso le ricerche del proprio professore oltre che la sua libertà accademica, pur esprimendo riserve sulla delicatezza del tema.
Secondo lo storico Sergio Luzzatto, «La canea scatenata contro l'autore di Pasque di sangue ha rappresentato uno degli episodi più gravi e obbrobriosi nella storia intellettuale dell'Italia contemporanea. Oltreché uno dei segnali più avvilenti del conformismo che impronta, in tutto il mondo occidentale, qualunque discorso politicamente corretto in materia di ebraismo...».
In un post su Facebook si è espresso contro il genocidio a Gaza portato avanti dal governo di Netanyahu.

## Opere
- Il rinnegato, Ariel Toaff, Neri Pozza, Vicenza, 2021.
- Storie fiorentine, Ariel Toaff, Il Mulino, Bologna, 2013.
- Il prestigiatore di Dio, avventure e miracoli di un alchimista ebreo nelle corti del Rinascimento, Ariel Toaff, Rizzoli, Milano 2010, ISBN 8817039969
- Ebraismo virtuale, Ariel Toaff, Rizzoli, Milano, 2008, ISBN 9788817026048
- Pasque di sangue, Ariel Toaff, Il Mulino, 2008, ISBN 978-88-15-12187-5 (I edizione, 2007, ISBN 978-88-15-11516-4)
- Storie di ebrei fra Asburgo e l'Italia, Benussi Cristina, Ariel Toaff, Toscano Mario, Gaspari Editore, Udine, 2003, ISBN 887541002X
- Mangiare alla giudia. La cucina ebraica in Italia dal Rinascimento all'età moderna, Ariel Toaff, Il Mulino, Bologna, 2000, ISBN 8815077553
- Mostri giudei. L'immaginario ebraico dal Medioevo alla prima età moderna, Ariel Toaff, Il Mulino, Bologna, 1996, ISBN 8815054952
- Il vino e la carne. Una comunità ebraica nel Medioevo, Ariel Toaff, Il Mulino,  Bologna, 1989, ISBN 8815020853 (tradotto in francese e inglese))
- Gli studi ebraici a Livorno nel secolo XVIII (rist. anast. Livorno, 1979), Ariel Toaff, Lattes Aldo, Forni Editore, 1980, ISBN 882712182X
- The Jews in medieval Assisi 1305-1487. A social and economic history of a small jewish community, Ariel Toaff, Olschki Editore, 1979, ISBN 8822228359
- Gli ebrei a Perugia, Ariel Toaff, Dipartimento di storia patria, Perugia, 1975.
- The Jews in Umbria - 3 volumi - Ariel Toaff, Brill, 1994-1995